# Moses Lamidi
Moses Lamidi (Lagos, 5 gennaio 1988) è un ex calciatore tedesco di origine nigeriana, di ruolo attaccante.

## Biografia
Nato in Nigeria, dal 2006 ha ottenuto la cittadinanza tedesca. Predilige giocare come seconda punta o attaccante esterno.

## Carriera
Dopo aver militato nelle giovanili dell'Alemannia Aachen, si trasferisce nel 2003 al Borussia Mönchengladbach in cui inizia già a collezionare alcune presenze con la seconda squadra.
Dopo alcuni campionati viene sporadicamente aggregato agli allenamenti della prima squadra e il 31 marzo 2007 viene convocato per la prima volta per una partita di Bundesliga. Quel giorno fa il suo esordio nella massima divisione tedesca giocando nella formazione titolare che affronta l'Eintracht Francoforte.

## Palmarès

### Club

#### Competizioni nazionali
- Campionato tedesco di seconda divisione: 1

Borussia Mönchengladbach: 2007-2008